# Karin Ek
Karin Ek, née en 1944 à Stockholm en Suède, est une artiste suédoise, connue pour ses peintures représentant des gestes à double visage,. Elle a obtenu son master à l’Université royale des beaux-arts entre 1973 et 1979, et a réalisé les décorations qui ornent la station de métro de Mörby Centrum à Stockholm,.